# Ion Gavrilă Ogoranu
Ion Gavrilă Ogoranu (ur. 6 stycznia 1923 w Gura Văii, zm. 1 maja 2006 w Sântimbru) – rumuński polityk antykomunistyczny, działacz antykomunistycznego ruchu oporu.

## Życiorys
Pochodził z rodziny chłopskiej. Uczył się w liceum Radu Negru w Fogaraszu, a następnie na kursach rolniczych w Klużu, studiował także ekonomię w Braszowie. W czasie nauki w szkole związał się z organizacją Frăția de Cruce (Bractwo Krzyża), stanowiącą przybudówkę Żelaznej Gwardii. 
W 1946 jeszcze jako student organizował w Klużu demonstracje antykomunistyczne, a w 1948 wraz z grupą przyjaciół uciekł w góry. Założona przez niego Narodowa Grupa Oporu działała przez siedem lat w Górach Fogaraskich. W 1951 podjęto próbę infiltracji grupy przez dwóch agentów komunistycznych, ale zostali oni zlikwidowani przez członków oddziału. Do 1955 grupa prowadziła aktywne działania, ale w kolejnych starciach z oddziałami Securitate większość jej członków zginęła lub została aresztowana. Po rozwiązaniu grupy w 1955, Ogoranu zaczął się ukrywać w domu wdowy po swoim przyjacielu Petru Săbădușie, który został zamordowany w więzieniu. W czasie, kiedy się ukrywał został skazany zaocznie na karę śmierci. Ujęty przez Securitate 29 czerwca 1976 w Klużu, w czasie kiedy odwiedzał przyjaciół z czasów szkolnych. Żona skazanego, Ana Gavrilă Ogoranu zwróciła się o wstawiennictwo do prezydenta Stanów Zjednoczonych Richarda Nixona. Na prośbę Nixona, Nicolae Ceaușescu zdecydował uwolnić Ogoranu z więzienia. Pracował w przedsiębiorstwie rolniczym w Miercurea Sibiului na stanowisku technicznym. Do 1989 wraz z żoną był inwigilowany przez agentów Securitate. Po upadku komunizmu należał do Stowarzyszenia Byłych Rumuńskich Więźniów Politycznych. Zmarł w 2006, pochowany we wsi Galtiu, w okręgu Alba.

## Pamięć
W 2006 Constantin Popescu zrealizował film Portretul luptătorului la tinerețe, na podstawie pamiętników Ogoranu (rolę głównego bohatera zagrał Constantin Diță). W maju 2015 Muzeum Narodowe w Alba Iulia zorganizowało sympozjum naukowe poświęcone postaci Ogoranu. Imię Ogoranu noszą ulice w Alba Iulii i w Fogaraszu.